# Jovo Nikolić
Jovo Nikolić (Tutnjevac, Ugljevik, 1958) srpski je pisac, satiričar, aforističar.

## Biografija
Jovo Nikolić je rođen 1958. godine u selu Tutnjevac, opština Ugljevik.
Diplomirao je na Pedagoškoj akademiji u Tuzli, odsjek matematika i fizika i Fakultetu za uslužni biznis u Novom Sadu, odsjek finansijski menadžment.
Objavljivao je u više listova i radio emisija. Uvršten je u preko 50 zbornika, antologija i leksikona. Imao je samostalne izložbe aforizama u više gradova.
Nagrađivan je na konkursima i festivalima.
Dvostruki je dobitnik nagrade „Vuk Gligorijević“ za najbolji aforizam na Satira festu u Beogradu, nagrade "Radoje Domanović" Udruženja književnika Srbije i priznanja "Ekselencija satire", dvostruki je laureat Festivala komičnog i kritičnog u Banjaluci, nagrade „Dragiša Kašiković“ koju dodjeljuje „Srpska reč“ iz Beograda, velike plakete za doprinos satiričnom stvaralaštvu Festivala humora i satire iz Bijeljine, međunarodne nagrade "Nadži Naman" u Libanu, nagrade „Zlatni krug“ za popularizaciju satire u svijetu (Beogradski aforističarski krug, Satira fest, 2022), nagrade "Rade Jovanović" za knjigu "Pucnji bez opomene" kao najbolje u 2022. godini (Beogradski aforističarski krug), nagrade za novinsku satiru "Jovan Hadži Kostić" "Večernjih novosti" iz Beograda, nagrade "Radoje Domanović za knjigu aforizama "Redari nereda" kao najbolje u 2024. godini (Udruženje književnika Srbije), Zlatne plakete Međunarodnog festivala aforizama i karikatura u Strumici i drugih.
Aforizmi su mu prevođeni i objavljivani na više svjetskih jezika.
Član je Beogradskog aforističarskog kruga.
Živi u Ugljeviku.

## Bibliografija
Jovo Nikolić je objavio sljedeće knjige aforizama:
- Imitacija logike. Autorsko izdanje, b.m., 1986, 69 str.
- Lančana reakcija. Gutenbergova galaksija) Beograd, 2000 (pet izdanja), 83 str.
- Otvoreni prelom. Gutenbergova galaksija), Beograd, 2002, 83 str.
- Zastava svih boja. Zavod za udžbenike i nastavna sredstva Istočno Sarajevo, Istočno Sarajevo, 2007, 100 str.
- Protesti moždane mase (Antologija aforizama BiH) Архивирано на веб-сајту  (26. август 2018). Alma, Beograd, 2008, 178 str.
- Duh materije. Agora, Zrenjanin, 2012.
- Pucnji bez opomene. ASoglas, Zvornik, 2022, 158 str.
- Redari nereda. ASoglas, Zvornik, 2024, 130 str.

Objavljivao je u više listova i radio emisija. Uvršten je u preko 40 zbornika, antologija i leksikona Архивирано на веб-сајту  (23. јун 2018).
Imao je samostalne izložbe aforizama u više gradova.

## Ostalo
Zastupljen je u dokumentarnom filmu o aforističarima Borisa Mitića Do viđenja, kako ste?

## Spoljašnje veze
- Na prvom ste mjestu | Portal za satiru Jovo Nikolić